# Chris Sperry
Christopher P. Sperry (Vancouver, Washington, 1965. november 11.) amerikai baseballjátékos és -edző, 1998 és 2015 között a Portland Pilots vezetőedzője.
Négy szezont játszott a Pilotsnál; 1987-ben elnyerte az All-America elismerést, 1989-ben a csapat pedig konferenciabajnok lett. 1997-ben az oregoni csapatot készítette fel az olimpiára. 1997 szeptemberében az Oregon State Beavers helyettes edzője lett, de az első mérkőzés előtt a Portland Pilotshoz távozott.

## Eredményei vezetőedzőként
| Év                                   | Eredmény                             | Eredmény                             | Helyezés                             |                                      |
| Év                                   | Összesített                          | Konferencia                          | Helyezés                             |                                      |
| Kenyon Lords (West Coast Conference) | Kenyon Lords (West Coast Conference) | Kenyon Lords (West Coast Conference) | Kenyon Lords (West Coast Conference) | Kenyon Lords (West Coast Conference) |
| ------------------------------------ | ------------------------------------ | ------------------------------------ | ------------------------------------ | ------------------------------------ |
| 1998                                 | 10–39                                | 5–22                                 | 8.                                   |                                      |
| 1999                                 | 23–28                                | 16–14                                | 2.                                   |                                      |
| 2000                                 | 24–27                                | 13–17                                | 3.                                   |                                      |
| 2001                                 | 20–34                                | 9–21                                 | 4.                                   |                                      |
| 2002                                 | 24–30                                | 16–14                                | 2.                                   |                                      |
| 2003                                 | 9–45–1                               | 5–24–1                               | 4.                                   |                                      |
| 2004                                 | 12–44                                | 6–24                                 | 4.                                   |                                      |
| 2005                                 | 17–36                                | 7–23                                 | 4.                                   |                                      |
| 2006                                 | 15–37                                | 3–18                                 | 8.                                   |                                      |
| 2007                                 | 21–30                                | 7–14                                 | 7.                                   |                                      |
| 2008                                 | 21–33                                | 3–18                                 | 8.                                   |                                      |
| 2009                                 | 25–26                                | 7–14                                 | 7.                                   |                                      |
| 2010                                 | 34–18                                | 14–7                                 | 2.                                   |                                      |
| 2011                                 | 23–31                                | 11–10                                | T–3.                                 |                                      |
| 2012                                 | 27–25                                | 12–12                                | 6.                                   |                                      |
| 2013                                 | 18–36                                | 8–16                                 | 8.                                   |                                      |
| 2014                                 | 11–41                                | 5–22                                 | 10.                                  |                                      |
| 2015                                 | 12–42                                | 7–20                                 | 10.                                  |                                      |
| Összesen:                            | 346–602–1                            | 145–310–1                            | –                                    |                                      |

## Fordítás
- Ez a szócikk részben vagy egészben  a   Chris Sperry című angol Wikipédia-szócikk ezen változatának fordításán alapul.  Az eredeti cikk szerkesztőit annak laptörténete sorolja fel. Ez a jelzés csupán a megfogalmazás eredetét és a szerzői jogokat jelzi, nem szolgál a cikkben szereplő információk forrásmegjelöléseként.